# Olga Niewska
Olga Niewska est une sculptrice polonaise née le 28 mai 1898 à Kharkiv et morte le 25 mai 1943 à Varsovie.

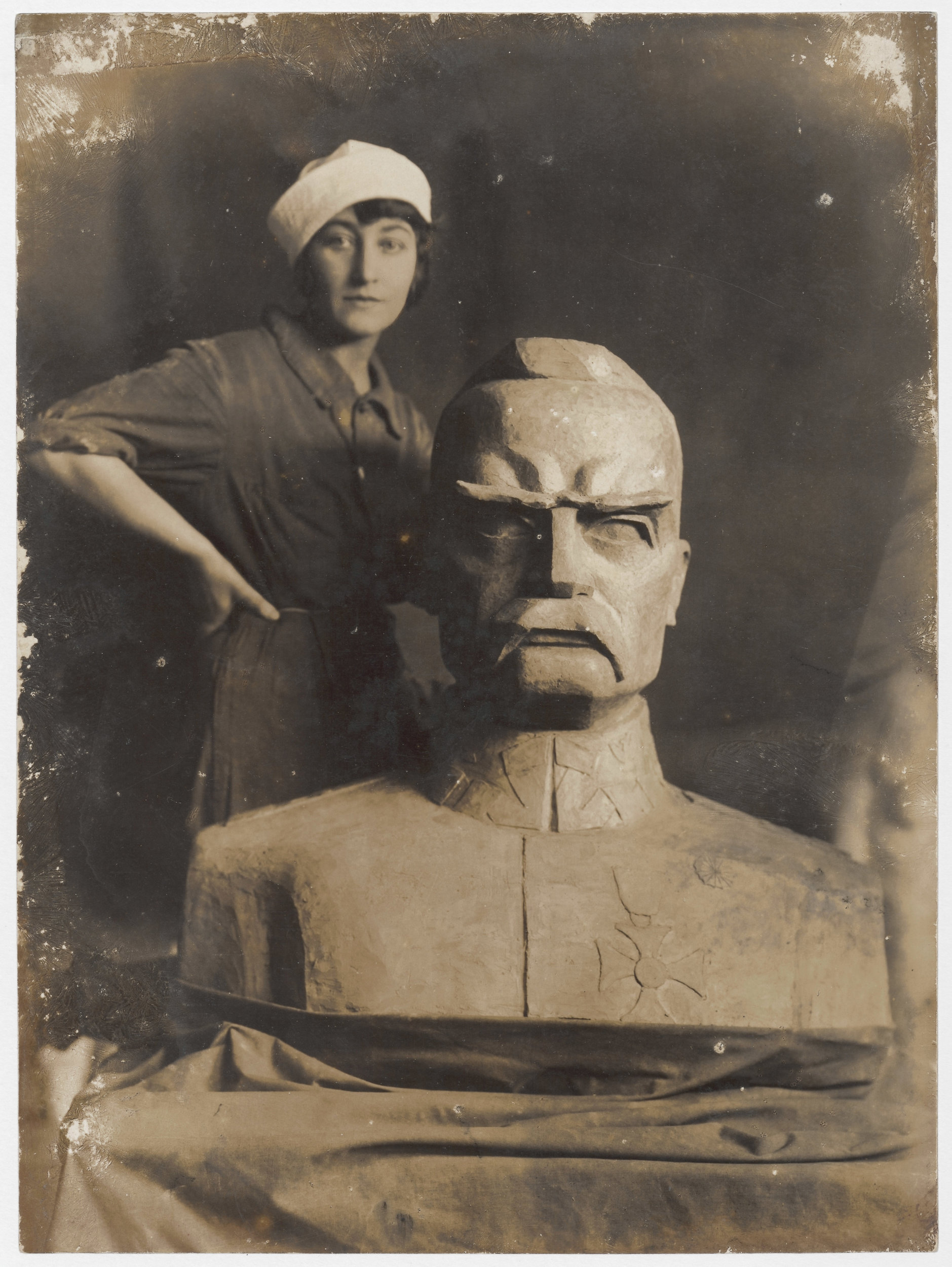
Niewska se tenant près du buste du maréchal Józef Piłsudski, dans son atelier de Varsovie, vers 1930-1931

## Biographie
Le père de Niewska, Jan Niewski, était un architecte renommé de Kharkiv. 
Le talent de Niewska pour le modelage se manifeste dès son enfance. Après le collège, elle fréquente l'école de dessin de Kiev. Puis, après la révolution d'octobre 1918, elle se rend à Cracovie et devient l'une des premières femmes à étudier à l'Académie des arts de Cracovie en 1919, avec Konstanty Laszczka, ainsi que Zofia Baltarowicz-Dzielińska, Natalia Milan, Janina Reichert, Roma Szereszewska et Zofia Mars. Elle réalise des portraits d'Ignacy Daszyński et Feliks Jasiński. Elle organise une exposition personnelle en 1922, à la suite de laquelle un musée local achète ses œuvres. La même année, elle est récompensée par l'Académie polonaise des arts et sciences.
En 1923, Niewska quitte Cracovie pour Varsovie, où elle devient une sculptrice populaire après son exposition de 1923 et reçoit des commandes pour des portraits et des bustes de hauts fonctionnaires, d'hommes politiques et d'artistes, notamment de Józef Piłsudski (1926, plâtre) et d'Ignacy Mościcki. De 1926 à 1928, Niewska vit à Paris et étudie avec Antoine Bourdelle.
En 1928, Niewska (après un premier mariage avec Zbiz) épouse en secondes noces Henryk Mader selon le rite catholique romain. Quelque temps après, lorsqu'elle souhaite se séparer de lui, elle doit se rendre au Vatican pour une audience avec le pape et obtient l'annulation de son mariage.
En 1928, lors de l'exposition annuelle des artistes et sculpteurs de Varsovie, Niewska reçoit pour sa sculpture le prix de la capitale de Varsovie pour l'année 1928. Elle participe au IXe concours artistique des Jeux olympiques d'été de 1928 à Amsterdam, au Xe concours artistique des Jeux olympiques d'hiver de 1929 à Varsovie et au Xe concours artistique des Jeux olympiques d'hiver de 1929 à Varsovie. Elle crée les bas-reliefs pour le pavillon polonais de l'exposition universelle de Bruxelles en 1935 et reçoit la croix d'officier de l'ordre de Léopold II. Outre des portraits monumentaux, elle crée également des sculptures de sportifs et des médailles. Elle conçoit la médaille de la XXIIIe Coupe Gordon Bennett des aérostiers, que le général Leon Berbecki remet aux aérostiers participants en janvier 1936. Lors de l'exposition professionnelle mondiale de Paris en 1937, elle reçoit une médaille d'or pour sa sculpture "Pélican". L'une de ses œuvres les plus importantes est le portrait de Stefan Jaracz.
En 1936, Niewska épouse en troisièmes noces Władysław Szczekowski.
Au début de l'invasion de la Pologne par les Allemands en septembre 1939, le premier bombardement de Varsovie détruit l'atelier de Niewska. En 1943, Niewska tombe gravement malade et meurt trois jours avant de fêter son 45ème anniversaire. Elle est enterrée dans le cimetière réformé évangélique de Varsovie.

## Galerie

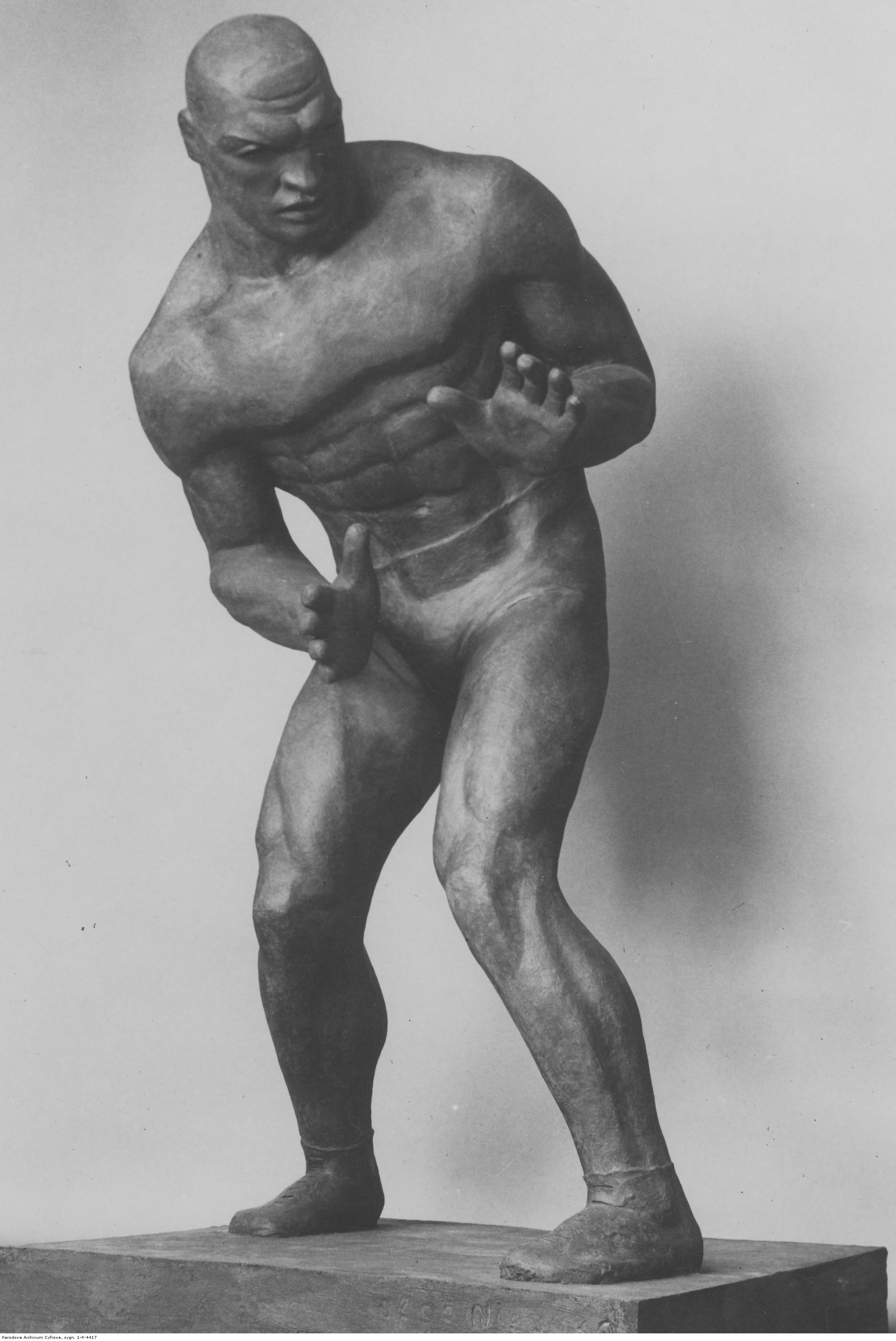
„Boxer”
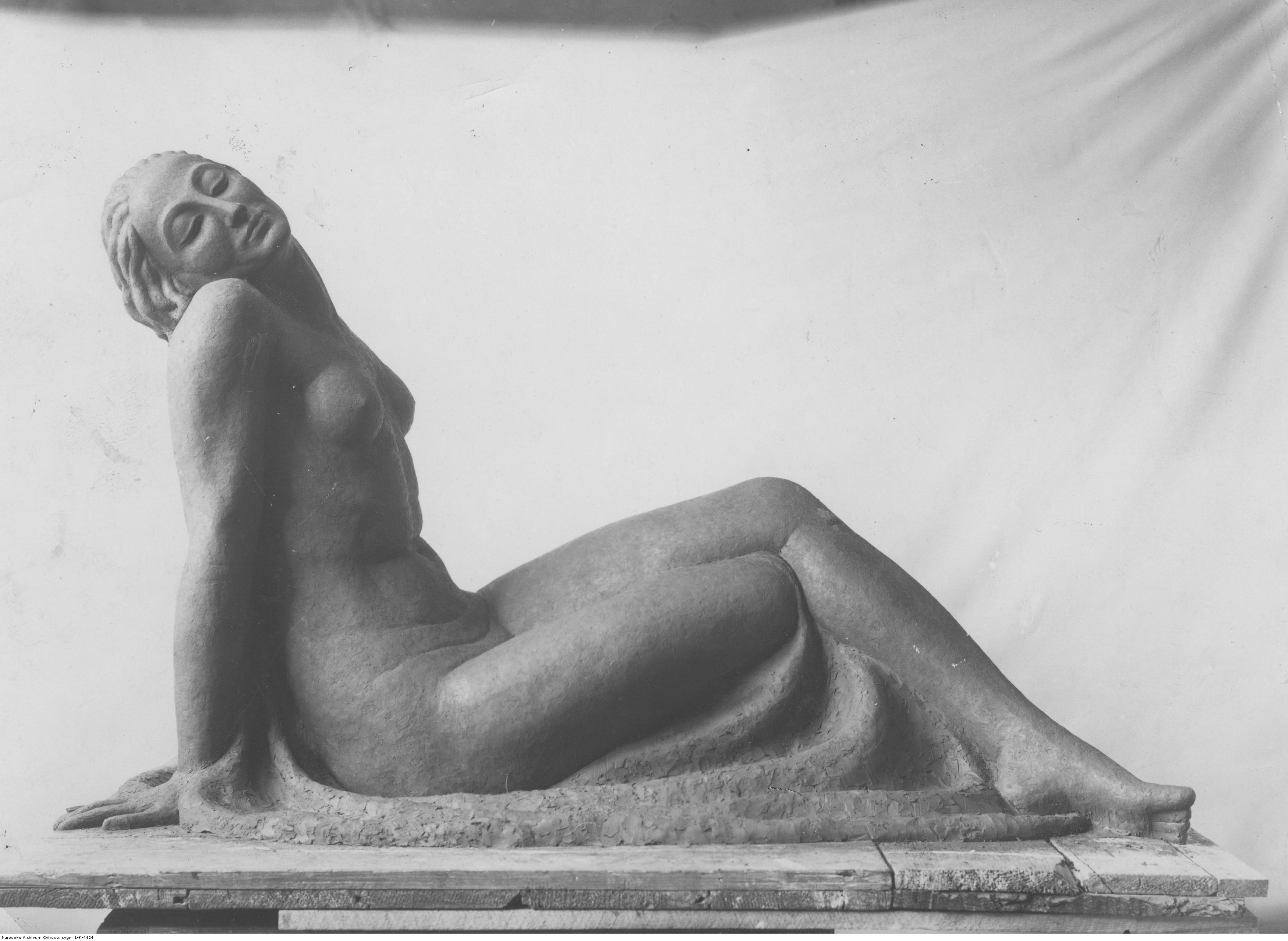
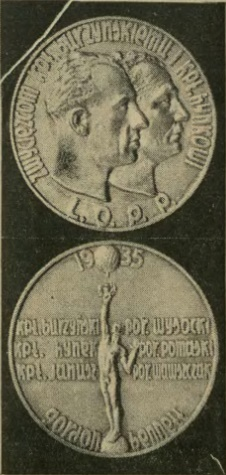
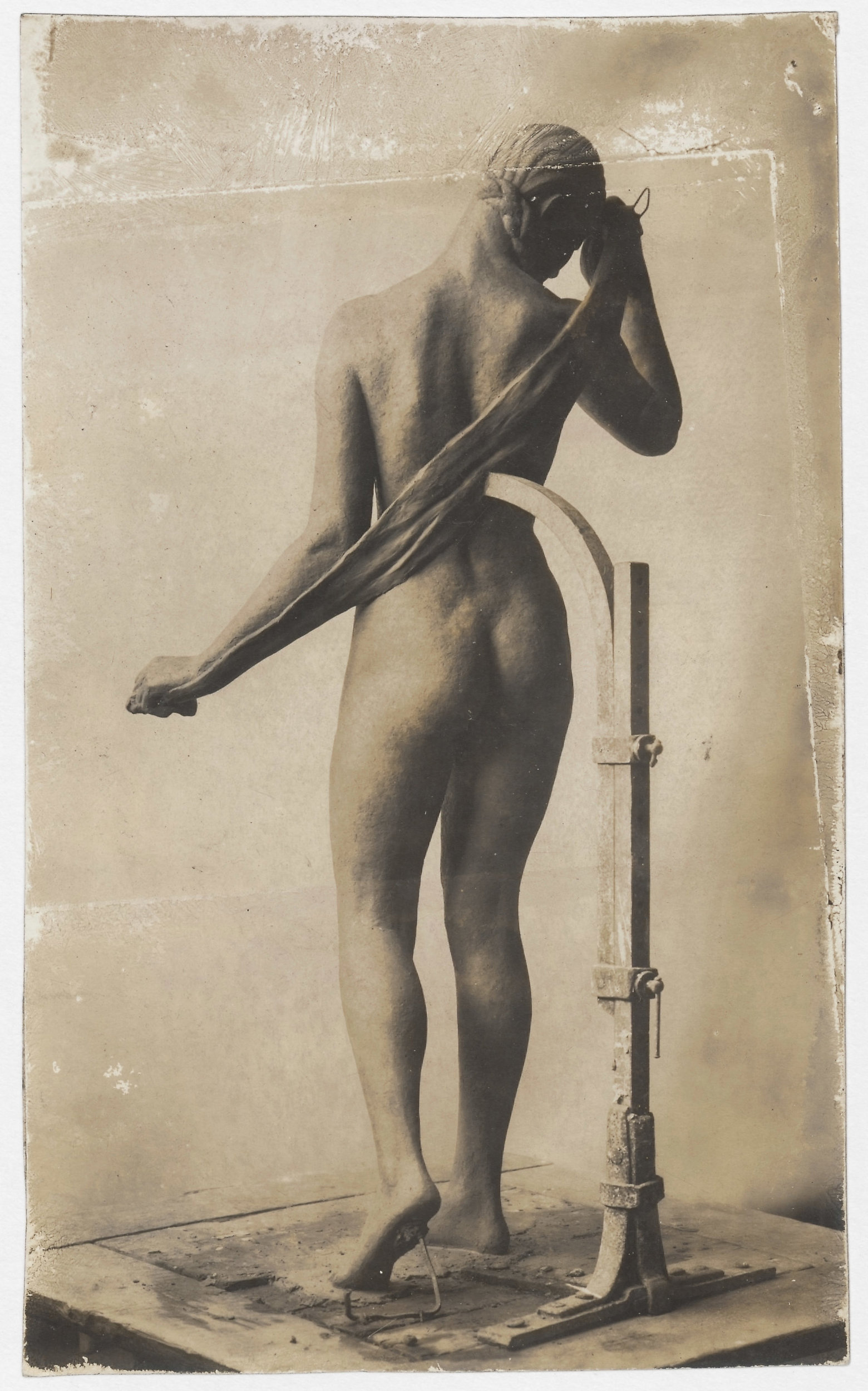
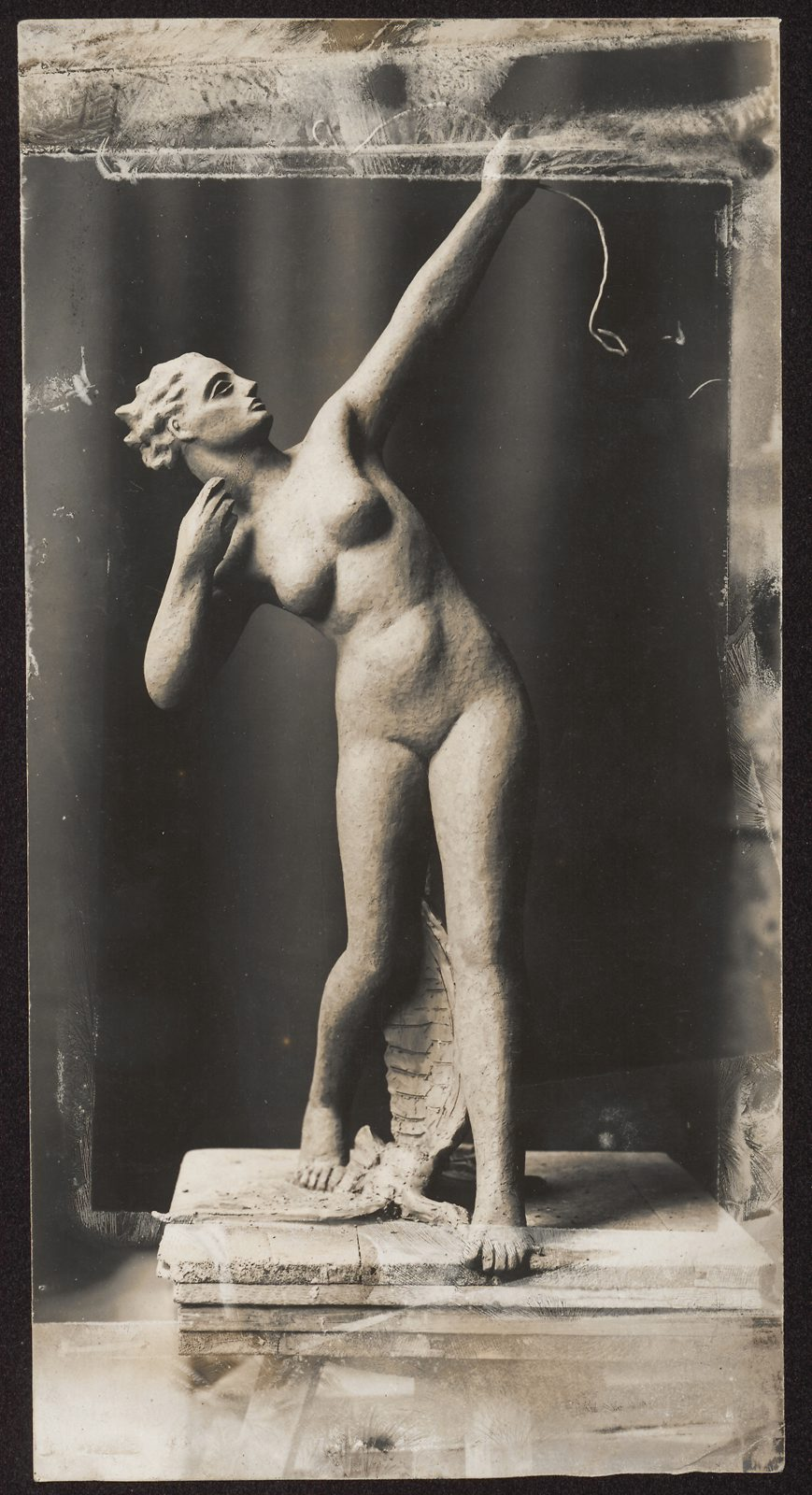
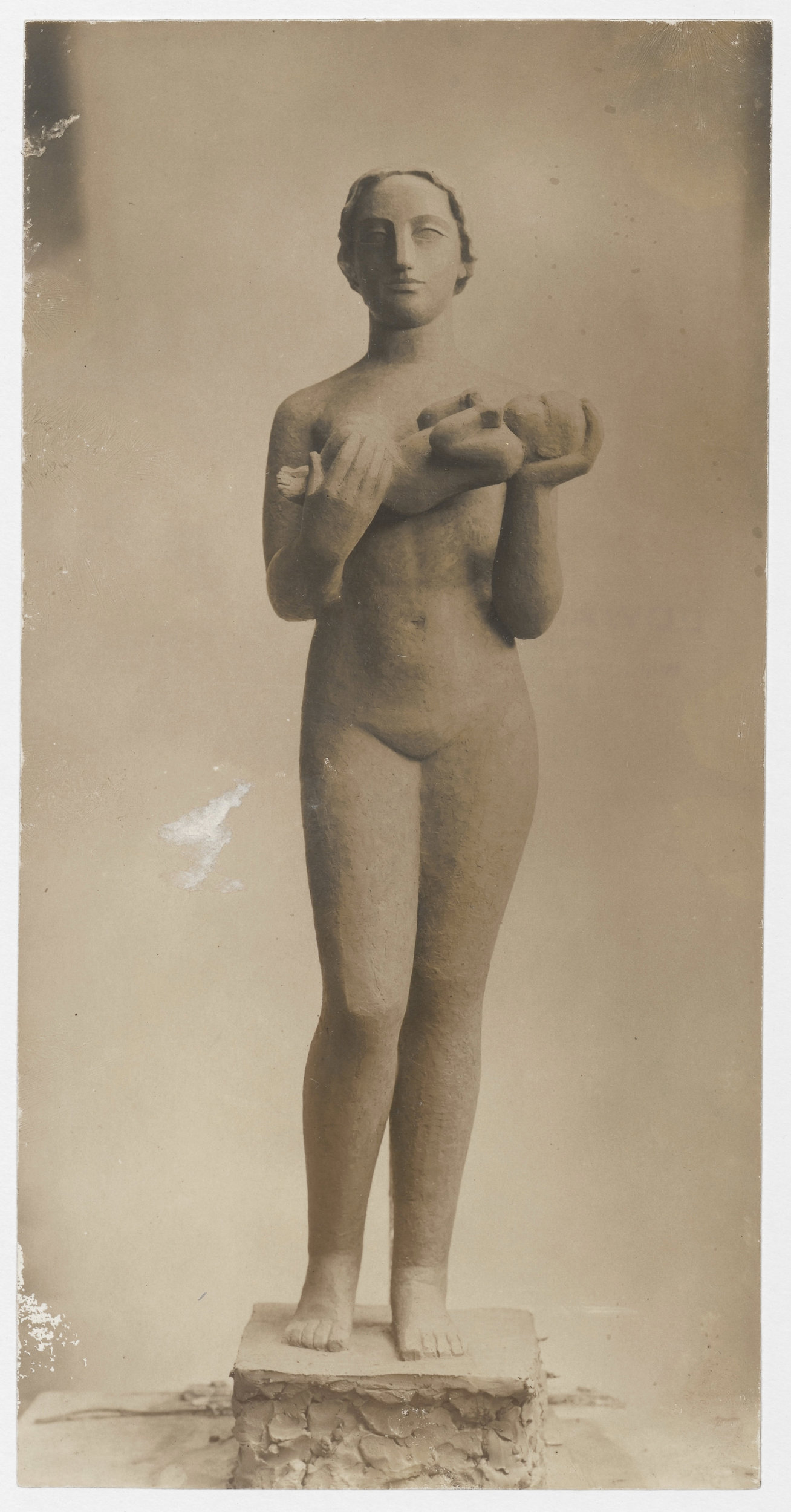

## Œuvres
- Olga Niewska décora de ses bas-reliefs le pavillon polonais à l'Exposition universelle de 1935 à Bruxelles[2].